# Battaglia di Sisak

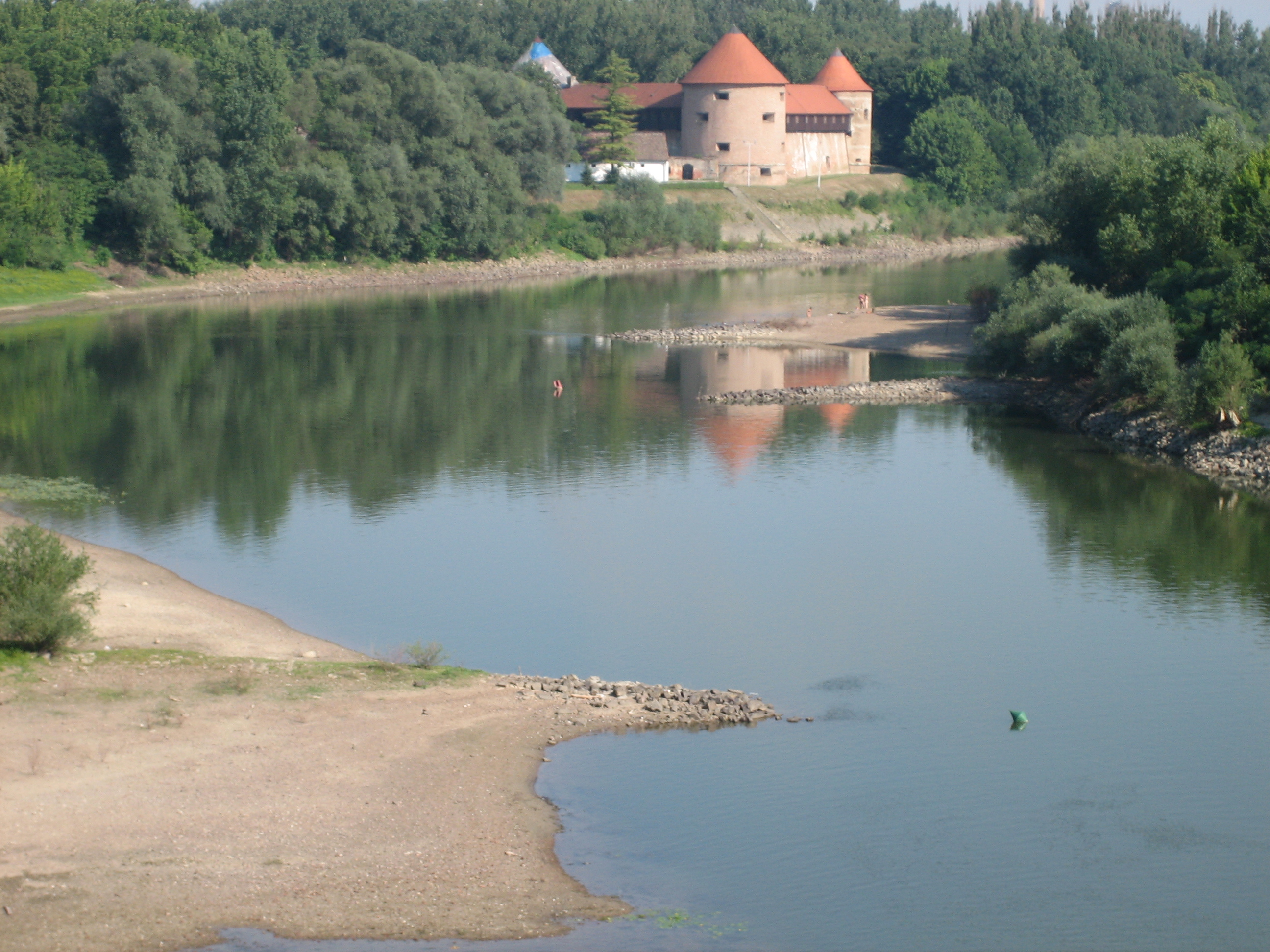
La fortezza di Sisak.

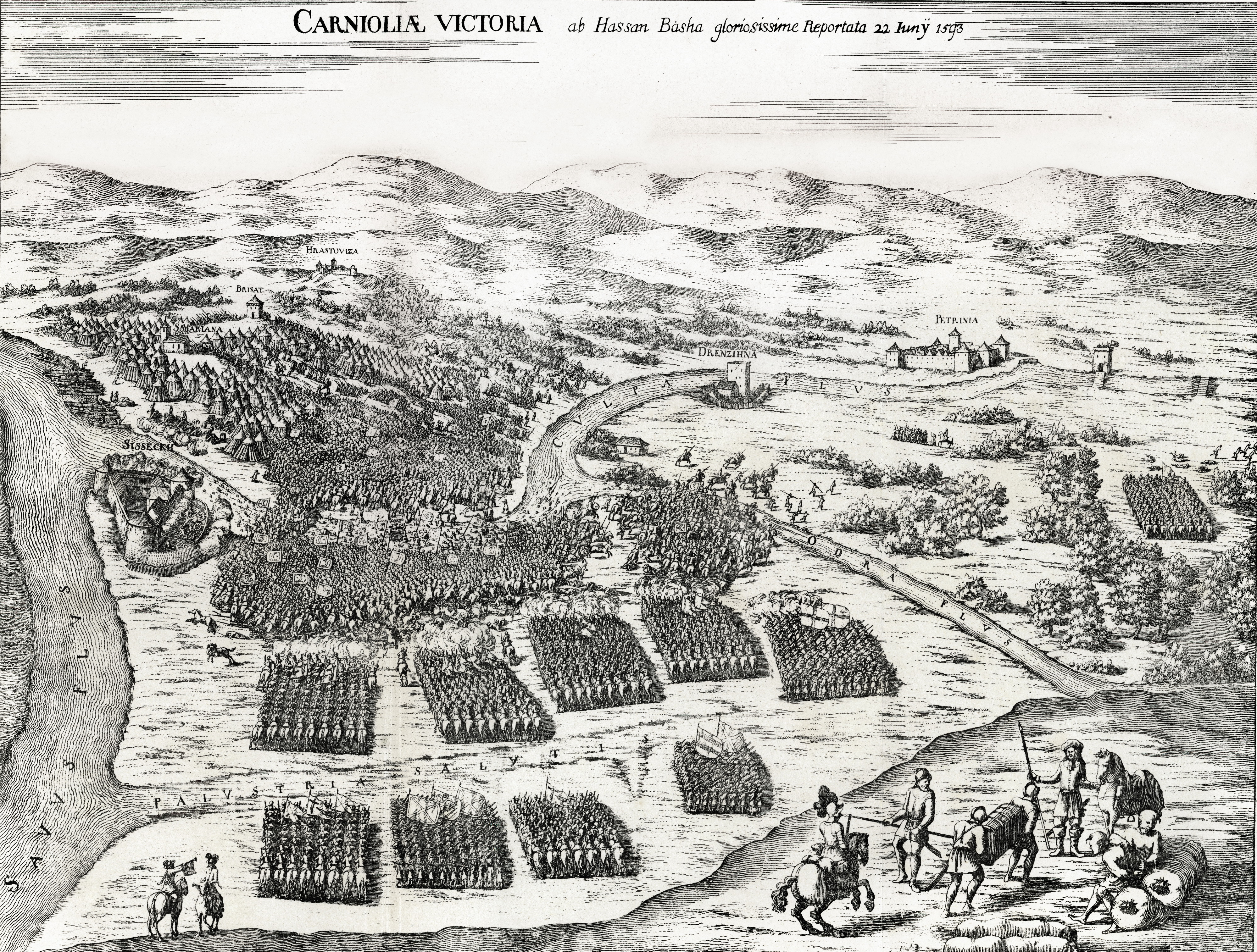
Carniolae victoria ab Hassan Basha - Valvasor (1689)

La battaglia di Sisak (in croato Bitka kod Siska; in tedesco Schlacht bei Sissek) venne combattuta il 22 giugno 1593 tra le forze dell'Impero ottomano, comandate dal governatore dell'eyalet di Bosnia, il Beylerbey Hasan Predojević e le forze del Sacro Romano Impero Germanico al comando del duca di Stiria, generale Ruprecht von Eggenberg. Le truppe croate erano guidate dal bano di Croazia, Tamás Erdődy, mentre i soldati del ducato di Carniola erano guidati da Andreas von Auersperg, detto l'"Achille di Carniola".
La battaglia si svolse a Sisak, nell'attuale Croazia centrale, alla confluenza tra il fiume Sava ed il fiume Kupa. La vittoria arrise alle forze cristiane.

## Antefatto
La battaglia di Sisak fu il primo scontro campale della Lunga Guerra, il conflitto che riaprì la contesa tra gli Asburgo ed il sultano di Istanbul dopo il Trattato di Adrianopoli (1568). Prima di arrivare al confronto diretto, entrambe le parti avevano cominciato a devastare i reciproci confini con raid e saccheggi: i cavalleggeri irregolari turchi (Akinci) avevano saccheggiato il territorio ungherese, mentre gli Uscocchi protetti dall'Austria avevano attaccato i territori ottomani nei Balcani. In risposta alle incursioni degli uscocchi, le truppe ottomane in Bosnia attaccarono, come ritorsione, i territori lungo la Sava e conquistarono alcune fortezze asburgiche lungo il confine, ammassando un notevole bottino. Gli Asburgo risposero inviando un esercito in territorio bosniaco (ottobre 1592).

## La battaglia
Nella primavera del 1593, senza una formale dichiarazione di guerra, il governatore della Bosnia, Hasan Pascià, attraversò il fiume Kupa con le sue forze "provinciali", entrando in territorio Asburgo. Hasan Pascià attaccò la fortezza di Sisak ma i difensori cristiani (austriaci e croati) risposero con un intenso fuoco d'artiglieria e ruppero l'assedio, ricacciando i turchi oltre la Kupa. Schiacciati tra le due ali dello schieramento cristiano, i turchi si diedero ad una fuga disordinata tra le acque del fiume.
Hasan Pasha non sopravvisse allo scontro. Le perdite ottomane sono ad oggi malamente stimate: in alcuni casi si parla di 8 000 morti, in altri casi di addirittura 20 000. Le perdite cristiane vengono invece stimate intorno ai 40-50 uomini.
La notizia della grandiosa vittoria cristiana a Sisak si diffuse a macchia d'olio in Europa. Filippo II di Spagna si congratulò con l'imperatore Rodolfo II mentre Papa Clemente VIII lodava i vittoriosi condottieri dell'Asburgo.

## Conseguenze
La vittoria cristiana a Sisak ebbe come altra immediata conseguenza la rimessa in discussione degli equilibri di potere sul confine croato, controllato dai turchi fin dai tempi della battaglia di Krbava del 1493. Gli Asburgo allontanarono la minaccia turca dall'Austria Interiore e dai ducati di Stiria, Carniola e Carinzia.
Poche settimane dopo la battaglia di Sisak, il 29 luglio 1593, il sultano Murad III dichiarò guerra all'imperatore Rodolfo II d'Asburgo. Il nuovo conflitto, la Lunga Guerra, avrebbe impegnato i due contendenti tra alterne vicende per tredici anni, chiudendosi (Pace di Zsitvatorok) con un nulla di fatto. In sostanza, nonostante la strepitosa vittoria di Sisak, gli austriaci non riuscirono nemmeno a completare la loro occupazione della Croazia.

## Interpretazione e Significato
La battaglia cristiana di Sisak viene considerata un momento fondamentale nella storia della Croazia e della Slovenia (antica Carniola): a titolo di esempio basti citare Adam Rauber che secondo una certa tradizione sarebbe stato il comandante delle armate slovene nonché il vero vincitore sul campo di Sisak a discapito del comandante austriaco e dei soldati croati.
Alcune interessanti fonti turche hanno permesso di gettare uno scorcio di luce in più sugli eventi di Sisak. Lungi dal connaturarsi come un episodio isolato, l'attacco di Hasan Pascià alla fortezza di Sisak sarebbe stato uno dei tanti saccheggi organizzati dai bellicosi sipahi bosniaci. Queste operazioni erano condotte con una certa autonomia dai cavalieri originari delle province più periferiche dell'impero, in disaccordo con le direttive del governo centrale di Costantinopoli. Il sultano Murad sarebbe comunque sceso in guerra contro gli austriaci per non perdere la faccia di fronte all'imperatore Rodolfo II.
Resta comunque fuor di dubbio che, dopo gli iniziali successi degli ottomani in Europa, la vittoria austro-croata a Sisak fu il primo vero momento di riscossa cristiana che inaugurò la lenta e sanguinosa riconquista dei Balcani.